# Petalocephala declivis
Petalocephala declivis är en insektsart som beskrevs av Walker 1870. Petalocephala declivis ingår i släktet Petalocephala och familjen dvärgstritar. Inga underarter finns listade i Catalogue of Life.